# Arrondissement de Nantes
Ne doit pas être confondu avec Anciens arrondissements de Nantes.
L'arrondissement de Nantes est une division administrative française, située dans le département de la Loire-Atlantique et la région Pays de la Loire.

## Histoire
Créé en 1800, l'arrondissement de Nantes profitera, à la suite du décret du 10 septembre 1926, de la suppression de l'arrondissement d'Ancenis en absorbant le territoire de celui-ci, avant qu'il ne soit rétabli en 1943.
Le 1er janvier 2017, les communes de Grandchamp-des-Fontaines, Sucé-sur-Erdre, Treillières et Vigneux-de-Bretagne sont détachées de l'arrondissement pour intégrer le nouvel arrondissement de Châteaubriant-Ancenis.

## Composition

### Découpage communal depuis 2015
Depuis 2015, le nombre de communes des arrondissements varie chaque année soit du fait du redécoupage cantonal de 2014 qui a conduit à l'ajustement de périmètres de certains arrondissements, soit à la suite de la création de communes nouvelles. Le nombre de communes de l'arrondissement de Nantes est ainsi de 82 en 2015, 80 en 2016 et 76 en 2017.
Au 1er janvier 2024, l'arrondissement groupe les 76 communes suivantes :
1. Aigrefeuille-sur-Maine
2. Basse-Goulaine
3. Le Bignon
4. La Boissière-du-Doré
5. Bouaye
6. Bouguenais
7. Boussay
8. Brains
9. Carquefou
10. La Chapelle-Heulin
11. La Chapelle-sur-Erdre
12. Château-Thébaud
13. Cheix-en-Retz
14. La Chevrolière
15. Clisson
16. Corcoué-sur-Logne
17. Cordemais
18. Couëron
19. Divatte-sur-Loire
20. Geneston
21. Gétigné
22. Gorges
23. La Haie-Fouassière
24. Haute-Goulaine
25. Indre
26. Le Landreau
27. Legé
28. La Limouzinière
29. Le Loroux-Bottereau
30. Machecoul-Saint-Même
31. Maisdon-sur-Sèvre
32. La Marne
33. Mauves-sur-Loire
34. Monnières
35. La Montagne
36. Montbert
37. Mouzillon
38. Nantes
39. Orvault
40. Le Pallet
41. Paulx
42. Le Pellerin
43. La Planche
44. Pont-Saint-Martin
45. Port-Saint-Père
46. La Regrippière
47. La Remaudière
48. Remouillé
49. Rezé
50. Rouans
51. Saint-Aignan-Grandlieu
52. Saint-Colomban
53. Saint-Étienne-de-Mer-Morte
54. Saint-Étienne-de-Montluc
55. Saint-Fiacre-sur-Maine
56. Saint-Herblain
57. Saint-Hilaire-de-Clisson
58. Saint-Jean-de-Boiseau
59. Saint-Julien-de-Concelles
60. Saint-Léger-les-Vignes
61. Sainte-Luce-sur-Loire
62. Saint-Lumine-de-Clisson
63. Saint-Lumine-de-Coutais
64. Saint-Mars-de-Coutais
65. Sainte-Pazanne
66. Saint-Philbert-de-Grand-Lieu
67. Saint-Sébastien-sur-Loire
68. Sautron
69. Les Sorinières
70. Le Temple-de-Bretagne
71. Thouaré-sur-Loire
72. Touvois
73. Vallet
74. Vertou
75. Vieillevigne
76. Vue

## Démographie
En 2022, l'arrondissement comptait 888 845 habitants.
| 1968    | 1975    | 1982    | 1990    | 1999    | 2006    | 2011    | 2016    | 2021    |
| ------- | ------- | ------- | ------- | ------- | ------- | ------- | ------- | ------- |
| 511 435 | 569 086 | 604 935 | 649 039 | 715 358 | 766 650 | 799 072 | 830 509 | 881 045 |

| 2022    | - | - | - | - | - | - | - | - |
| ------- | - | - | - | - | - | - | - | - |
| 888 845 | - | - | - | - | - | - | - | - |